# 重藤千秋
重藤 千秋（日語：しげとう ちあき、1885年（明治18年）1月31日 - 1942年（昭和17年）7月26日）為日本陸軍軍人。最終階級為陸軍中將。為九一八事變參與者之一。

## 生涯
生於福岡縣。豐津中學校畢業，1905年（明治38年）11月、陸軍士官學校（18期）畢業。
1906年（明治39年）6月、任官步兵少尉任歩兵第19連隊付。
1918年（大正7年）11月、陸軍大學校（30期）畢業就任步兵第53連隊中隊長。
1919年（大正8年）4月、任參謀本部付勤務，同年從7月至9月在外蒙古實地旅行。同年12月、異動為參謀本部員、
1922年（大正11年）2月、昇進步兵少佐。
1923年（大正12年）4月、就任駐中國公使館付武官補佐官、任過參謀本部付仰付（廣東），
1925年（大正14年）8月、進級步兵中佐任步兵第33連隊付。以後、任過參謀本部員、參謀本部付仰付（駐在上海），
1930年（昭和5年）8月、昇進步兵大佐著任參謀本部中國課長。九一八事變前後、唆使知名政商人員藤田勇出資金支助、據說是由關東軍直接操作整件事。
1932年（昭和7年）1月、轉為步兵第76連隊長、擔任過第11师团參謀長、
1935年（昭和10年）3月、進級陸軍少將就任步兵第11旅團長。
1937年（昭和12年）8月就任台灣守備隊司令官，翌月、重藤支隊長前往中國參戰。
1938年（昭和13年）1月、任第10师团司令部付，同年3月、晉升陸軍中將編入預備役。
從1939年（昭和14年）3月至1940年（昭和15年）10月任職滿州勞工協會理事長。

## 親族
- 弟 重藤憲文（陸軍少將）